# Extract (film)
Extract is een Amerikaanse komediefilm uit 2009, geschreven en geregisseerd door Mike Judge. De film wordt vaak genoemd als opvolger van Judges eerdere film Office Space uit 1999.

## Verhaal
Joel Reynolds, de eigenaar van een extractenfabriek, probeert de zaak draaiende te houden terwijl privé de dingen niet geweldig gaan. Zijn huwelijk staat op een laag pitje en zijn romantische interesse wordt gewekt door Cindy, een nieuwe medewerkster in het bedrijf. Cindy is op haar beurt geïnteresseerd in een bedrijfsongeval dat in de lokale krant werd beschreven. Ze doet zich voor als de vriendin van Step Wilkinson, de ongelukkige die zijn testikels heeft verloren tijdens het bedrijfsongeluk in het bedrijf van Joel, om na procederen een flink bedrag van de schadevergoeding op te strijken.
Ondertussen raakt Joel volledig onder invloed van drugs en laat hij zijn vrouw opzettelijk vreemd gaan, zodat dit een legitieme reden vormt om zelf eveneens vreemd te gaan met Cindy. Na een opstand in het bedrijf vlucht Joel naar huis waar zijn vrouw de affaire toegeeft. Joel besluit naar een motel te vertrekken en komt daar toevallig Cindy tegen, en hij laat haar bekennen.
Step komt tot inkeer dat procederen een faillissement betekent voor het bedrijf en de werknemers. Hij besluit hiervan af te zien. Nadat Suzie, de vrouw van Joel, flink te keer gaat tegen de buurman en hem de waarheid over zijn irritante gedrag vertelt, komt hij van schrik plots te overlijden. Na de begrafenis van de buurman maken Joel en Suzie het weer goed.

## Rolverdeling
- Jason Bateman als Joel Reynolds
- Kristen Wiig als Suzie Reynolds
- Mila Kunis als Cindy
- Ben Affleck als Dean
- J.K. Simmons als Brian
- Clifton Collins jr. als Don "Step" Wilkinson
- Dustin Milligan als Brad Chávez
- David Koechner als Nathan
- Beth Grant als Mary
- T.J. Miller als Rory
- Javier Gutiérrez als Hector
- Lidia Porto als Gabriella
- Gene Simmons als Joe Adler
- Matt Schulze als Willie
- Lamberto Gutierrez als Victor
- Brent Briscoe als Phil

## Ontvangst
Extract werd gemengd ontvangen en heeft op aggregatiewebsite Rotten Tomatoes een beoordeling van 62%. Filmcritici noemen de enkele grappige momenten, maar vonden de film minder in evenwicht dan Judges eerdere werk. Op Metacritic heeft de film een beoordeling van 61%.
De film bracht wereldwijd een bedrag op van 10,8 miljoen dollar.